# Ri Yong-gil
Ri Yong-gil (en chosŏn'gŭl:리영길) (nacido 1955) es un oficial militar norcoreano y primer subjefe del Ejército Popular de Corea.

## Carrera
El 14 de abril de 2002, en conmemoración del 90 cumpleaños del presidente Kim Il-sung , se llevó a cabo una importante reorganización del personal militar y fue ascendido a teniente general del Ejército Popular de Corea con Lee Young-ho y otros. En septiembre de 2010, fue elegido miembro del Buró Político del Comité Central del Partido de los Trabajadores de Corea en el 3er Congreso de Representantes del Partido de los Trabajadores de Corea .
2013 años 26 de febrero, el 23 de Ri Yong-gil estuvoo en una gira militar noticias con Kim Jong Un, Choe Ryong-hae, Hyon Yong-chol y Kim Kyok-sik. Se estima que Ri Tong Gil fue nombrado jefe de operaciones a finales de febrero.  El 24 de agosto del mismo año, el exjefe de personal Kim Gyeong - sik no apareció después de asistir al Concurso Central de Reportajes que conmemora el 53 aniversario del Día de Songun . A fines de agosto, parece haber sido nombrado jefe de Estado Mayor del ejército en su reemplazo. A principios de febrero de 2016, Re Yong Gil regresó al ejército con su descenso de primera clase.
El 15 de abril de 2017, fue ascendido nuevamente a comandante del Ejército Popular de Corea a través de la Orden No. 00136, Comandante Supremo del Ejército Popular de Corea .

## Informes inexactos de muerte
A principios de febrero de 2016, la agencia de noticias surcoreana Yonhap informó que Ri había sido ejecutada recientemente por cargos de corrupción y formación de una facción política.
El rumor no confirmado circuló ampliamente en los medios de comunicación. En mayo de 2016, el gobierno de Corea del Sur anunció que parecía estar vivo.  Ri apareció en los informes oficiales de los medios estatales de Corea del Norte sobre el evento histórico del primer Congreso del Partido de los Trabajadores celebrado en Corea del Norte en 36 años. El mismo funcionario del gobierno de Corea del Sur que en febrero declaró que Ri fue "[ejecutado] por faccionalismo, abuso de autoridad y corrupción" concluyó que tenía información incorrecta y "nosotros [Corea del Sur] llegamos a creer que no fue ejecutado".